# Rita Poelvoorde

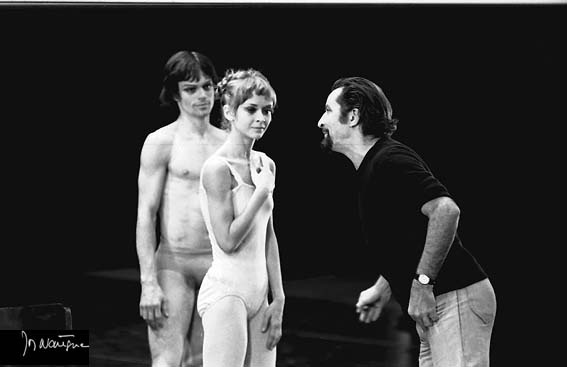
Rita Poelvoorde

Rita Poelvoorde (Antwerpen, 23 februari 1951) is een Belgische danseres en yoga-lerares.

## Loopbaan
Zij volgde klassiek ballet in de Antwerpse balletschool van het Ballet van Vlaanderen bij Jeanne Brabants. In 1968 behaalde zij zilver op het internationaal balletconcours in Varna, en samen met Jan Nuyts goud voor het beste danspaar. Zij begon haar carrière bij het Nederlands Dans Theater. Vanaf 1971 danste ze bij het Ballet van de XXste Eeuw van Maurice Béjart, waar ze vanaf 1973 soliste was. In 1984 rondde ze haar danscarrière op het hoogste niveau af. Na haar podiumcarrière geeft ze les klassieke dans, aanvankelijk gedurende een tiental jaren in Carpi, Italië in een school die zij zelf oprichtte, 'Surya Dance', later in Brussel in onder andere de circusschool École Supérieure des Arts du Cirque.
Sinds 1981 geeft Poelvoorde les in Iyengar-yoga; destijds door haar op verzoek van Béjart geïntroduceerd in zijn dansschool Mudra. Zo werd zij pionier voor de yoga-discipline in de danswereld. Ze leerde de meditatietechniek in India met de bedoeling medische problemen te overwinnen.

### Films
In de documentaire Je t' aime, tu danses (François Weyergans, 1974) danst ze met Béjart zelf, in het creatieproces van een pas de deux (Mallarme III) voor haar. Ze speelde, als ballerina, mee in de epische muzikale film Les Uns et les Autres (Claude Lelouch,1981) en de Duitse kunstfilm La Ferdinanda, eine Sonate für eine Medici-Villa (Rebecca Horn, 1981).

## Trivia
Als zevenjarige werd ze uit 800 kinderen gekozen voor een rol in de Vlaamse komedie Vrijgezel met 40 kinderen (Jef Bruyninckx,1958). Als elfjarige danste ze in een poëtische scène met komiek Jef Cassiers in zijn populaire rol als Het Manneke in de televisiefilm Tip Tip Trip (1962).
Poelvoorde is moeder van twee kinderen.